# Burg Darrendobel
Die Burg Darrendobel ist die Ruine einer Spornburg etwa 5000 Meter nordwestlich des Ortsteils Zimmern der Gemeinde Immendingen im Landkreis Tuttlingen in Baden-Württemberg. Die Höhenburg liegt auf einem südlichen  Sporn oberhalb der Ippinger Mühle bei rund 875 Meter über Normalnull.

## Geschichte
Die Burg wurde vermutlich im 8. bis 11. Jahrhundert erbaut und war eine frühmittelalter- bis hochmittelalterliche Wallanlage auf bogenförmigem, flachem Erdwall mit zwei vorliegenden Sohlgräben. Von der ehemaligen Burganlage sind noch Reste von Wällen und Gräben erhalten. Zu erreichen ist die Anlage am besten über die Talhöfe bei Zimmern.